# Rock 'n' Roll (álbum de John Lennon)
Rock 'n' Roll es el sexto álbum de estudio del músico británico John Lennon, publicado el 17 de febrero de 1975 por Apple Records. El trabajo, el tercero y último del periodo «The Lost Weekend» tras su separación temporal de Yoko Ono, fue grabado para cumplir un acuerdo extrajudicial con el empresario Morris Levy, que había demandado al músico por una supuesta infracción de derechos de autor en la canción de The Beatles «Come Together». Como parte del acuerdo, Lennon tenía que incluir tres canciones propiedad de Levy en su siguiente álbum.
Las sesiones, programadas en los A&M Studios de Los Ángeles en octubre de 1973, fueron problemáticas debido al comportamiento errático del productor Phil Spector, que llegó a disparar una pistola en el estudio y acabó abandonando repentinamente el trabajo, llevando consigo todas las cintas. Con el proyecto temporalmente archivado, Lennon grabó y publicó otro álbum, Walls and Bridges, que solo incluyó una canción de la editorial de Levy. Según el empresario, Walls and Bridges había supuesto un incumplimiento del acuerdo de iure y demandó de nuevo a Lennon, a pesar de que el músico recuperó las cintas de Spector y completó Rock 'n' Roll con nuevas grabaciones en octubre de 1974.
Tras su publicación, Rock 'n' Roll obtuvo en su mayoría reseñas negativas de la prensa musical similares a las de Some Time in New York City y Mind Games. Sin embargo, consiguió buenos resultados comerciales al llegar a la sexta posición de las listas de discos más vendidos de los Estados Unidos y del Reino Unido y al ser certificado disco de oro en ambos países. El sencillo «Stand by Me» entró también en el puesto 20 de la lista estadounidense Billboard Hot 100 y en el treinta de la británica UK Singles Chart. Con su lanzamiento, Lennon finiquitó su contrato con Apple, regresó con Ono y abandonó temporalmente la música para ver crecer a su hijo Sean.

## Trasfondo
En diciembre de 1973, John Lennon fue citado a declarar en un tribunal de Nueva York tras una denuncia del editor Morris Levy por infracción de derechos de autor. Varios años antes, el músico había compuesto «Come Together», publicada en el álbum de The Beatles Abbey Road e inspirada en la melodía del tema de Chuck Berry «You Can't Catch Me». Según Levy, Lennon se había «apropiado de la letra» de «You Can't Catch Me», en referencia al verso «Here come old flat-top» presente en la canción de Berry. Aunque los abogados de Lennon aceptaron que ambas canciones compartían parte de la letra, argumentaron que «su significado había sido cambiado sustancialmente y por lo tanto no había razón para contestar». Tras dos años de litigio, Lennon decidió llegar a un acuerdo con Levy extrajudicialmente, según el cual «el músico debe grabar tres canciones de la editorial Big Seven [propiedad de Morris Levy] en su próximo álbum. Las canciones que tiene intención de grabar en este momento son "You Can't Catch Me", "Angel Baby" y "Ya Ya". Lennon tiene el derecho de cambiar las dos últimas canciones por otras publicadas por Big Seven».
La grabación de Rock 'n' Roll coincidió en el tiempo con «The Lost Weekend», un periodo de año y medio en el que Lennon se separó temporalmente de su esposa Yōko Ono y convivió con su asistente personal May Pang en Los Ángeles. Al comienzo del periodo había grabado Mind Games, un álbum influido por su separación y que obtuvo críticas en su mayoría negativas de la prensa musical, de forma similar a su predecesor, Some Time in New York City. Esta situación desmotivó al músico, que dejó de componer durante una temporada y declaró en una entrevista: «Ya he tenido suficiente de esto, de ser profundo y de pensar. ¿Por qué no puedo tener un poco de diversión?». Poco después del lanzamiento de Mind Games, e inspirado en parte por su acuerdo con la editorial Big Seven, Lennon decidió grabar un álbum con versiones de oldies.

## Grabación
John Lennon se asoció con el productor Phil Spector para grabar Rock 'n' Roll y le otorgó pleno control sobre las grabaciones: al respecto, el productor fue el encargado de elegir varias de las canciones a versionar, reservó tiempo en el estudio de grabación y contrató a los músicos de sesión. Previamente, Lennon y Spector habían trabajado juntos en los primeros álbumes del músico tras la separación de The Beatles, desde John Lennon/Plastic Ono Band hasta Some Time in New York City. Las sesiones comenzaron a mediados de octubre de 1973 en los A&M Studios de Los Ángeles (California), pero fueron improductivas debido a un constante descontrol por parte de los músicos y del productor. Según el biógrafo John Blaney: «Las sesiones rápidamente descendieron al más absoluto caos. Con más de treinta músicos en cada sesión, los tiempos de preparación eran asuntos tediosos. Para aliviar el aburrimiento de la implacable técnica de grabación de Spector, y con Lennon intentando divertirse, las sesiones tuvieron un ambiente festivo». En el mismo sentido, el batería Jim Keltner comentó: «[Lennon] estaba bebiendo demasiado y a medida que la noche avanzaba, estaba un poco fuera de control. Todo el asunto se deterioraba».
Durante una de las sesiones, Spector apareció vestido de cirujano y portando una pistola que disparó contra el techo del estudio, un hecho que hirió el oído de Lennon. En otra ocasión, el productor vertió una botella de whisky en la mesa de mezclas de A&M, lo cual provocó que la compañía los expulsase del estudio. Las sesiones fueron retomadas en los Record Plant East, también ubicado en Los Ángeles, pero finalizaron de forma abrupta a los pocos días cuando Spector desapareció llevando consigo todas las cintas maestras con las grabaciones de Rock 'n' Roll. Según Blaney, cuando el músico intentó contactar con él, «Spector realizó una serie de afirmaciones extrañas; primero que el estudio se había quemado, luego que tenía las cintas del escándalo Watergate y que su casa estaba rodeada, y finalmente, que había estado involucrado en un accidente de coche grave».
El 31 de marzo de 1974, Spector sufrió un accidente de coche que le dejó en coma, por lo que el proyecto fue archivado temporalmente, con las grabaciones en posesión del productor. Debido a ello, Lennon decidió viajar con May Pang a Nueva York y comenzar a grabar otro álbum, Walls and Bridges, en julio de 1974. Poco después del comienzo de las sesiones de Walls and Bridges, Al Coury, director de A&R en Capitol Records, recibió las cintas de Spector tras pagarle 90 000 dólares y asegurarle el 3 % de regalías de las canciones. Sin embargo, en lugar de volver al proyecto original, Lennon decidió dejarlo a un lado y completar su trabajo en Walls and Bridges, publicado finalmente en octubre de 1974.
El lanzamiento de Walls and Bridges incumplía el acuerdo con Morris Levy al no incluir tres canciones de la editorial Big Seven, por lo que el propietario amenazó a Lennon con una nueva demanda en una reunión con los abogados del músico. Según Lennon: «[El abogado] Harold Seider me dijo que Morris no estaba muy contento con la situación, conmigo haciendo las canciones o lo que se supone que tenía que hacer por ese acuerdo que habíamos alcanzado, y no estaba muy contento con "Ya Ya" en Walls and Bridges. Y que estaría bien si fuese y le explicase lo que había pasado con las cintas de Spector, con Rock 'n' Roll». El músico le explicó a Levy los problemas asociados al proyecto y le aseguró que había retomado el álbum de versiones, tras lo cual el empresario le cedió una granja de su propiedad en Catskill para que ensayara el material. Durante los ensayos, que contaron con los mismos músicos de Walls and Bridges, el grupo ensayó canciones como «C'mon Everybody» de Eddie Cochran, «Thirty Days» de Chuck Berry y «That'll Be the Day» de Buddy Holly, finalmente descartadas.
El 21 de octubre, Lennon regresó a los Record Plant Studios de Nueva York y completó el álbum en cuatro días. Durante las nuevas sesiones, producidas por el propio músico, insistió en grabar las canciones con unos arreglos similares a los de las versiones originales, a excepción del tema «Do You Wanna Dance?». Según Keltner: «[A Lennon] le gustaba que tocáramos las canciones tan fieles como pudiéramos al arreglo original». Finalizada la grabación de Rock 'n' Roll, el proceso de mezclas duró hasta mediados de noviembre. Para demostrar a Levy el progreso del álbum, Lennon le dio varias cintas con mezclas en bruto y sin masterizar para que las revisara. A pesar de su baja calidad, Levy aprovechó las cintas para imprimir su propia versión del álbum, titulado Roots: John Lennon Sings the Great Rock & Roll Hits, y publicarlo con su propia compañía discográfica, tras lo cual demandó a Lennon, a EMI y a Capitol Records por incumplimiento de contrato y les reclamó 42 millones de dólares.

## Diseño de portada

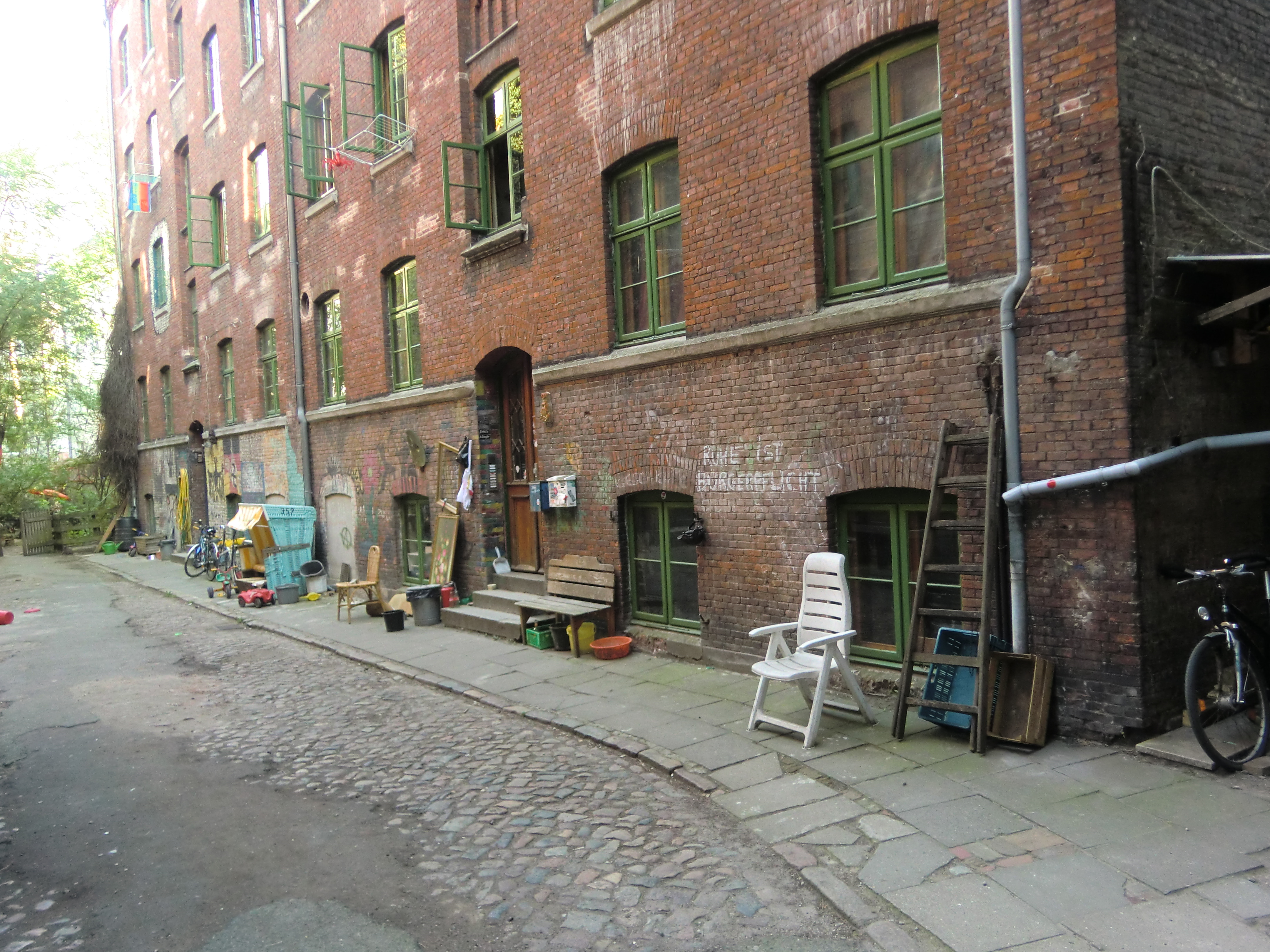
Portal de Hamburgo donde Jürgen Vollmer fotografió a John Lennon.

En un principio, Lennon tenía pensado usar como portada de Rock 'n' Roll un dibujo realizado durante su infancia, finalmente incluido en Walls and Bridges. En septiembre de 1974, May Pang acudió a la primera convención Beatlefest y conoció a Jürgen Vollmer, un viejo amigo de The Beatles que había fotografiado al grupo durante su estancia en Hamburgo y que había acudido al festival para vender algunos retratos. Pang llamó a Lennon para saber si estaba interesado en los cuadros y ambos se reunieron en Nueva York, donde el músico escogió una de sus fotografías para la portada de Rock 'n' Roll.
La fotografía muestra a Lennon en el umbral de una puerta con tres figuras borrosas —de Paul McCartney, George Harrison y Stuart Sutcliffe— en primer plano y caminando por una calle de Hamburgo. Aunque en un principio iba a llamar al álbum Oldies but Mouldies, Lennon no había escogido ningún título oficial hasta que vio las luces de neón diseñadas por John Uomoto con su nombre y con las palabras Rock 'N' Roll debajo. Finalmente, el músico decidió titular el álbum Rock 'N' Roll.
Además de realizar la fotografía, Lennon invitó a Vollmer para que realizase el diseño artístico de Rock 'n' Roll. Vollmer había pensado realizar un elaborado diseño en formato estuche-portafolio, a modo de libro, con dos solapas interiores. Sin embargo, la aparición del álbum de Levy en el mercado obligó a Apple Records a adelantar la versión oficial, por lo que el diseño de Jurgen fue desechado. En su lugar, Rock 'n' Roll fue publicado con un diseño mínimo y no mencionó a los músicos de sesión en los créditos oficiales.

## Publicación y promoción

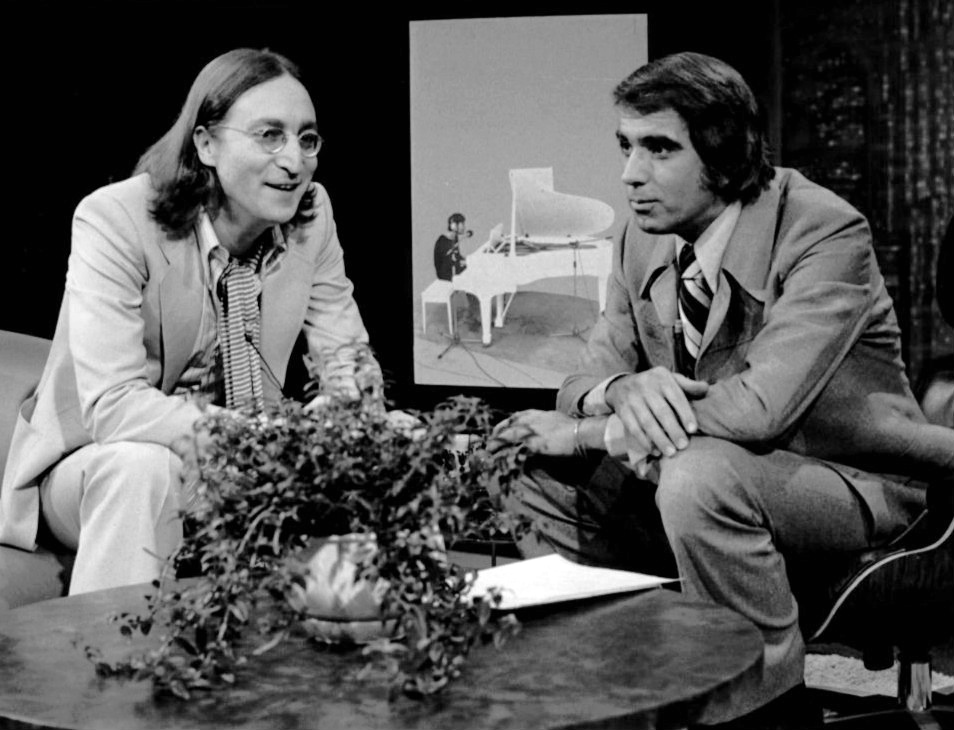
John Lennon en una entrevista con Tom Snyder en el programa de televisión Tomorrow, emitida en junio de 1975.

La publicación de Roots: John Lennon Sings the Great Rock & Roll Hits hizo que Capitol, distribuidora de la Apple Records en los Estados Unidos, adelantase la salida al mercado de Rock 'n' Roll, programada en un principio para abril de 1975. Finalmente, Apple publicó el álbum en febrero de 1975 para contrarrestar las ventas del lanzamiento de Levy, al mismo tiempo que Lennon emitía un aviso de desistimiento a Adam VIII, compañía distribuidora de Roots. Sin embargo, el álbum de Levy ya había sido anunciado en televisión y Adam VIII había enviado varios pedidos. Poco después, el músico demandó al empresario por un uso no autorizado de sus grabaciones y de su imagen, así como por daños en su reputación debido al «embalaje barato de Levy», en referencia a la portada de Roots. Después de dos juicios entre enero y febrero de 1976, en los que Lennon tuvo que mostrar al Tribunal las diferencias entre una mezcla en bruto y una mezcla final, Levy pagó una indemnización al músico por valor de 144 700 dólares.
Apple publicó Rock 'n' Roll en los Estados Unidos el 17 de febrero, aunque según el biógrafo John Blaney, «algunas fuentes sugieren que el álbum ya estaba disponible en tiendas el 5 de febrero». En el Reino Unido, su lanzamiento tuvo lugar el 21 de febrero. En ambos países alcanzó el puesto seis en las listas de discos más vendidos. El lanzamiento del álbum fue acompañado del sencillo «Stand by Me», que salió a la venta el 10 de marzo en los Estados Unidos y el 18 de abril en el Reino Unido. El sencillo incluyó la canción «Move Over Ms. L» como cara B, un tema planeado para publicarse en Walls and Bridges pero finalmente descartado. Lennon promocionó la canción en directo en el programa de televisión de la BBC Old Grey Whistle Test, en el cual también ofreció una entrevista al presentador Bob Harris. «Stand by Me» llegó al puesto 20 en la lista Billboard Hot 100 y al treinta en la homóloga británica. El 18 de abril, el músico también apareció en el programa Salute to Sir Lew – The Master Showman, donde interpretó «Stand by Me», «Slippin' and Slidin'» e «Imagine». Su participación en el programa, grabado en el Waldorf Astoria Hotel de Nueva York, supuso la última aparición en directo de Lennon antes de su asesinato en diciembre de 1980.
Capitol intentó editar «Slippin' and Slidin'» como segundo sencillo del álbum, pero a pesar de imprimir varias copias promocionales, nunca fue publicado. Un último sencillo, «Ya Ya», salió a la venta solo en Alemania Occidental y alcanzó el puesto 47 en la lista de éxitos del país.

## Recepción
Tras su publicación, Rock 'n' Roll obtuvo reseñas en su mayoría negativas de la prensa musical. Robert Christgau, en su crítica para Village Voice, lo comparó con el álbum de The Band Moondog Matinee y escribió: «No hay duda de que el compromiso emocional y rítmico determinan por qué este álbum se queda sin gasolina después de "Be-Bop-A-Lula" y "Stand by Me". Pero es también cierto que versionar a Gene Vincent y a Ben E. King es mucho menos peligroso que hacerlo con Chuck Berry, Little Richard y Fats Domino. Que puede ser la razón por la cual "Ya Ya" y "Just Because" funcionen. Lástima que no fuese hacia lo esotérico». Jon Landau de Rolling Stone lo comparó con versiones realizadas por The Beatles como «Long Tall Sally» y «Dizzy Miss Lizzy», y escribió: «The Beatles nunca sonaron intimidados por sus ídolos. Nunca interpretaron viejo rock, simplemente lo tocaban tan bien y alegre como sabían. En Rock 'n' Roll, John no hace más que interpretar viejo rock. A The Beatles nunca les importó si conseguían la música adecuada, siempre y cuando llegaran al sentimiento. Lennon puede recrear la música correctamente ("Be-Bop-A-Lula"), pero nunca coge el sentimiento. La versión de esta música en manos de The Beatles solía estar llena de momentos emocionantes; Lennon suena como si estuviera satisfecho por conseguir uno solo. Su álbum suena como música en busca de un clímax que nunca llega».
Sin embargo, su estatus ha mejorado en reseñas retrospectivas; al respecto, Nathan Brackett, editor del libro The New Rolling Stone Album Guide, reconoció que el álbum había sido «críticamente ridiculizado como un paso atrás» tras su lanzamiento en 1975, pero que «ofrece en realidad delicias para los verdaderos creyentes que comparten la insistencia de Lennon en que el rock temprano es la única música que realmente importa. John presta dignidad a estos clásicos, y su canto es tierno, convincente y amigable». En Allmusic, Dave Thompson escribió: «Aunque el origen de su grabación ha provocado que sea menospreciado por muchos de los biógrafos del cantante, Rock 'n' Roll se erige como un pico en su catálogo post-Imagine: un álbum que lo sorprende sin nada que demostrar ni probar. [...] Con el paso del tiempo ha crecido en estatura, mientras que otros álbumes se han limitado en su propio poder. Hoy, Rock 'n' Roll suena más fresco que el rock and roll que lo inspiró en primer lugar».
Poco después del lanzamiento de Rock 'n' Roll, Lennon cerró el llamado «Lost Weekend» al reconciliarse con Yoko Ono, quien al poco tiempo quedó embarazada. Decidido a no perder otro bebé después de que su mujer sufriera tres abortos, decidió aparcar su carrera musical de forma temporal. Su hijo Sean nació el 9 de octubre de 1975, el mismo día del 35.º cumpleaños del músico, y tras publicar el recopilatorio Shaved Fish, no volvió a entrar en un estudio de grabación hasta 1980, en un periodo que dedicó exclusivamente a su familia.

## Reediciones
Tras el asesinato de John Lennon, EMI reeditó Rock 'n' Roll junto a otros siete álbumes del catálogo del músico como parte de una caja recopilatoria publicada en el Reino Unido el 15 de junio de 1981. El mismo año fue también publicado en el Reino Unido por el sello Music for Pleasure con una portada diferente, así como en otra caja junto al álbum de The Beatles Rock 'n' Roll Music en países como Bélgica y Francia. La primera edición en CD salió a la venta el 26 de mayo de 1987.
En 2004, Yoko Ono supervisó una remezcla de Rock 'n' Roll para su reedición con cuatro temas extra de las sesiones de Phil Spector: «Angel Baby», «Since My Baby Left Me», «To Know Her Is To Love Her» y otra toma de «Just Because». Las tres primeras habían aparecido previamente en Menlove Ave., una colección de canciones descartadas publicada en 1986, y en la caja John Lennon Anthology. Por otra parte, la toma alternativa de «Just Because» incluyó al final una parte hablada en la que Lennon se refiere a la canción «It's All Down to Goodnight Vienna» y saluda a Paul McCartney, Ringo Starr y George Harrison. «Here We Go Again», otro descarte de las sesiones de Spector, apareció en la banda sonora The U.S. vs. John Lennon así como en el recopilatorio Gimme Some Truth. En 2010, con motivo del 70.º aniversario del nacimiento de Lennon, Rock 'n' Roll fue nuevamente reeditado como parte de la caja John Lennon Signature Box.

## Lista de canciones
| Cara A |                                 |                                         |              |          |  |
| N.º    | Título                          | Escritor(es)                            | Productor    | Duración |  |
| 1.     | «Be-Bop-A-Lula»                 | Tex Davis, Gene Vincent                 | John Lennon  | 2:40     |  |
| 2.     | «Stand by Me»                   | Jerry Leiber, Mike Stoller, Ben E. King | John Lennon  | 3:30     |  |
| 3.     | «Medley: Rip It Up/Ready Teddy» | Robert Blackwell, John Marascalco       | John Lennon  | 1:35     |  |
| 4.     | «You Can't Catch Me»            | Chuck Berry                             | Phil Spector | 4:53     |  |
| 5.     | «Ain't That a Shame»            | Fats Domino, Dave Bartholomew           | John Lennon  | 2:32     |  |
| 6.     | «Do You Wanna Dance?»           | Bobby Freeman                           | John Lennon  | 2:54     |  |
| 7.     | «Sweet Little Sixteen»          | Chuck Berry                             | Phil Spector | 3:00     |  |

| Cara B |                                                      |                                                                      |              |          |  |
| N.º    | Título                                               | Escritor(es)                                                         | Productor    | Duración |  |
| 1.     | «Slippin' and Slidin'»                               | Eddie Bocage, Albert Collins, Richard Wayne Penniman, James H. Smith | John Lennon  | 2:16     |  |
| 2.     | «Peggy Sue»                                          | Jerry Allison, Norman Petty, Buddy Holly                             | John Lennon  | 2:06     |  |
| 3.     | «Medley: Bring It On Home to Me/Send Me Some Lovin'» | Sam Cooke, John Marascalco, Leo Price                                | John Lennon  | 3:41     |  |
| 4.     | «Bony Moronie»                                       | Larry Williams                                                       | Phil Spector | 3:47     |  |
| 5.     | «Ya Ya»                                              | Lee Dorsey, Clarence Lewis, Morgan Robinson, Morris Levy             | John Lennon  | 2:17     |  |
| 6.     | «Just Because»                                       | Lloyd Price                                                          | Phil Spector | 4:25     |  |

| Temas extra (reedición de 2004) |                              |               |              |          |  |
| N.º                             | Título                       | Escritor(es)  | Productor    | Duración |  |
| 14.                             | «Angel Baby»                 | Rosie Hamlin  | Phil Spector | 3:44     |  |
| 15.                             | «To Know Her Is To Love Her» | Phil Spector  | Phil Spector | 4:31     |  |
| 16.                             | «Since My Baby Left Me»      | Arthur Crudup | Phil Spector | 4:40     |  |
| 17.                             | «Just Because» (Reprise)     | Lloyd Price   | Phil Spector | 1:25     |  |

## Personal
| Músicos - John Lennon: voz y guitarras y teclados. - Kenny Ascher: teclados. - Jesse Ed Davis: guitarra. - Jim Calvert: guitarra. - José Feliciano: guitarra. - Eddie Mottau: guitarra acústica. - Steve Cropper: guitarra. - Klaus Voormann: bajo. - Leon Russell: teclados. - Jim Keltner: batería. - Hal Blaine: batería. - Arthur Jenkins: percusión. - Nino Tempo: saxofón. - Jeff Barry: trompa. - Barry Mann: trompa. - Bobby Keys: trompa. - Peter Jameson: trompa. - Dennis Morouse: trompa. - Frank Vicari: trompa. | Equipo técnico - John Lennon: productor. - Phil Spector: productor. - May Pang: coordinación de producción. - Roy Cicala: ingeniero de sonido y mezclas. - Lee Keifer: ingeniero de sonido. - Shelly Yakus: ingeniero de sonido. - Jim Iovine: ingeniero asistente. - Roy Kohara: diseño artístico. - Jurgen Vollmer: fotografía. |

## Posición en listas
| País                | Lista                   | Posición |
| ------------------- | ----------------------- | -------- |
| Australia           | ARIA Albums Chart       | 5        |
| Alemania Occidental | Media Control Charts    | 37       |
| Canadá              | RPM Albums Chart        | 5        |
| Estados Unidos      | Billboard 200           | 6        |
| Noruega             | VG-lista Albums Chart   | 9        |
| Nueva Zelanda       | New Zealand Music Chart | 11       |
| Reino Unido         | UK Albums Chart         | 6        |
| Suecia              | Swedish Albums Chart    | 20       |

| Sencillo      | País                | Lista                     | Posición |
| ------------- | ------------------- | ------------------------- | -------- |
| «Stand By Me» | Austria             | Ö3 Austria Top 40         | 19       |
| «Stand By Me» | Canadá              | RPM Singles Chart         | 10       |
| «Stand By Me» | Estados Unidos      | Billboard Hot 100         | 20       |
| «Stand By Me» | Nueva Zelanda       | New Zealand Singles Chart | 11       |
| «Stand By Me» | Reino Unido         | UK Singles Chart          | 30       |
| «Ya-Ya»       | Alemania Occidental | Media Control Charts      | 47       |

## Certificaciones
| País           | Organismo certificador | Certificación | Ventas certificadas | Ref.  |
| -------------- | ---------------------- | ------------- | ------------------- | ----- |
| Estados Unidos | RIAA                   |               | 500 000             | [ 5 ] |
| Reino Unido    | BPI                    |               | 100 000             | [ 6 ] |